# Kim Či-jon
Kim Či-jon (* 12. března 1988 Pusan, Jižní Korea) je korejská sportovní šermířka, která se specializuje na šerm šavlí.
Jižní Koreu reprezentuje od prvního desetiletí jednadvacátého století. Na olympijských hrách startovala v roce 2012 v soutěži jednotlivkyň a v roce 2016 v soutěži jednotlivkyň a družstev. V soutěži jednotlivkyň vybojovala na olympijských hrách 2012 zlatou olympijskou medaili. V roce 2013 obsadila třetí místo na mistrovství světa v soutěži jednotlivkyň.